# Acido tricloroacetico
L'acido tricloroacetico è un acido carbossilico di formula CCl3COOH. A temperatura ambiente si presenta come un solido incolore dall'odore pungente. È un composto corrosivo. 

I suoi sali vengono chiamati tricloroacetati.

## Storia
L'acido tricloroacetico venne scoperto da Jean-Baptiste Dumas nel 1839.

## Sintesi
L'acido tricloroacetico può essere preparato facendo reagire cloro gassoso con acido acetico in presenza di anidride acetica:
CH3COOH(s) + 3 Cl2(g) {\displaystyle {\xrightarrow {(C\!H_{3}CO)_{2}O}}} CCl3COOH(s) + 3 HCl(g)

## Tossicologia
L'acido tricloroacetico è un composto irritante, nocivo per ingestione e per contatto con la pelle. Provoca irritazione alla gola, tosse, difficoltà a respirare, mal di testa, nausea e vomito se ne si inalano i fumi; irritazione allo stomaco e dolori addominali se viene ingerito, bruciore e gravi danni se portato a contatto con gli occhi e irrita la pelle, provocando arrossamenti o piaghe.

## Proprietà chimico-fisiche
La sua struttura è assimilabile a quella di una molecola di acido acetico i cui tre atomi di idrogeno non acidi sono stati sostituiti da altrettanti atomi di cloro.
Questi tre atomi sostituiti spostano la carica elettronica del carbonio α verso sé stessi, determinando una condizione di parziale elettron-deficienza sul carbonio sopraindicato, il quale richiama a sua volta la carica elettronica del carbonio adiacente e quindi dell'ossigeno, che tenderà a dissociare in maniera più significativa il protone (se posto in ambiente acquoso), determinando un valore di Ka di 10-1, cioè molto maggiore rispetto all'acido acetico (che ha una Ka pari a 1,8×10−5).

## Usi
L'acido tricloroacetico è in grado di far precipitare le proteine, il DNA e l'RNA disciolti in sue soluzioni acquose. Questa proprietà viene applicata in diversi settori.

### Chimica analitica
Trova esteso impiego nella chimica biologica perché sue soluzioni all'1% o 5% sono comunemente impiegate in laboratorio per precipitare le proteine in soluzione. Qualsiasi soluzione che contenga proteine (plasma, sonicati tissutali, ecc.) se addizionata con pari volume di acido tricloroacetico al 6%, porta la concentrazione di acido al 3%, con un pH inferiore a 2. A tale valore di acidità tutte le proteine in soluzione si aggregano e precipitano, permettendo la loro separazione dal solvente.

### Medicina
L'acido tricloroacetico è inoltre utilizzato in medicina dermatologica per il trattamento locale delle verruche, poiché agisce da agente corrosivo, facendo precipitare le proteine e disidratando l'ambiente circostante, favorendo l'eliminazione della parte malata. Va usato con attenzione (se versato sui tessuti confinanti può alterare la pelle sana, causando ulcerazioni e lisi dei tessuti superficiali e profondi quali epidermide e derma).